# Friedrich-Karl Proehl
Friedrich-Karl Proehl (* 5. Oktober 1920 in Naumburg (Saale); † 6. März 1991) war ein deutscher Historiker.

## Leben
Friedrich-Karl Proehl besuchte die Lateinische Schule in Halle, die er 1940 mit dem Reifezeugnis verließ. Als Soldat nahm Proehl am Zweiten Weltkrieg teil. 1942 wurde er schwer verwundet. Nach dem Krieg studierte Proehl am Historischen Seminar der Universität Hamburg. Er war Wissenschaftliche Hilfskraft von Paul Johansen. Im Jahr 1959 wurde Proehl mit einer Dissertation über Zar Ivan Groznyj promoviert.
Dem Historischen Seminar in Hamburg gehörte Friedrich-Karl Proehl nach der Promotion bis zum Jahr 1981 als Wissenschaftlicher Angestellter, Akademischer Rat und Oberrat an. Aus gesundheitlichen Gründen verließ er dieses vorzeitig.
Proehls vorrangige Arbeitsfelder waren die Zeitgeschichte, die Geschichte der Sowjetunion und die der DDR. Als Hochschullehrer vertrat Friedrich-Karl Proehl das Konzept des forschenden Lernens. Er engagierte sich auf dem Gebiet der Politischen Bildung und beteiligte sich an der Akademischen Selbstverwaltung. Proehl war langjähriger Geschäftsführer der Stiftung Wissenschaft und Presse.
Eine Zeitlang arbeitete er als Behindertenvertreter im Personalrat der Universität.

## Akademische Schüler
Arnold Sywottek, erster Direktor der Forschungsstelle für Zeitgeschichte in Hamburg, betrachtete seinen beruflichen Werdegang als von Friedrich-Karl Proehl mitgeprägt. Anlässlich der 1981 erfolgten feierlichen Verabschiedung Proehls hielt er die Abschiedsrede. Sywottek gehörte nach seiner eigenen Aussage zu einem Kreis von Studierenden, welche sich ganz bewusst um Friedrich-Karl Proehl sammelten. Arnold Sywottek sprach von einem herrschaftsfreien Dialog mit der Lehrperson, welchen er bei Proehl erlebt habe. Proehl, dessen Wissenschaftliche Hilfskraft Sywottek zeitweise war, führte ihn auch an die Geschichte der DDR heran, welche er später zu seinem eigenen Lehr- und Forschungsgebiet machte.

## Schriften
- Friedrich-Karl Proehl: Eine Beschreibung Moskaus durch den Kurländer Jakob Reutenfels. In: Hugo Weczerka (Hrsg.): Rossica Externa. Studien zum 15.-17. Jahrhundert. Festgabe für Paul Johansen zum 60. Geburtstag, Marburg 1963, S. 157.
- Friedrich-Karl Proehl: Emeritus Prof. Ohnsorge. In: Uni HH, herausgegeben von der Pressestelle der Universität Hamburg, Band 4 (1973), Nr. 24, S. 38–39.
- Friedrich-Karl Proehl: Alfred Frankenfeld (Nachruf). In: Uni HH, herausgegeben von der Pressestelle der Universität Hamburg, Band 7 (1976), Nr. 42, S. 13.
- Friedrich-Karl Proehl: Schriftenverzeichnis von Paul Johansen. In: Hugo Weczerka (Hrsg.), Rossica Externa. Studien zum 15.-17. Jahrhundert, Festgabe für Paul Johansen zum 60. Geburtstag, Marburg 1963, S. 179–188.
- Friedrich-Karl Proehl: Zar Ivan Groznyj im Spiegel der frühen russischen Historiographie: Ein Beitrag zur russischen Geschichtsschreibung des 16.-19. Jahrhunderts, Universität Hamburg, Diss. Phil. 1959.